# Väsby IK Friidrott
Väsby IK Friidrott var vid grundandet 1924 en sektion under Väsby IK men är idag en självständig förening.
Väsby IK Friidrott bedriver en utpräglad barn- ungdomsverksamhet och har fostrat flera kända friidrottare.
Väsby IK Friidrott står som värd för flera återkommande tävlingar, däribland
- Formenkollen och Öppna Inomhus U-DM (Stockholm)
- Väsbyspelen

Hemmaarena är Vilundavallen i Upplands Väsby.
För att få mer information om Väsby IK Friidrott se länken nedan.
Hitta till Vilundavallen i Upplands Väsby: 
WGS84 59°31'0.9"N 17°55'10.1"E
WGS84 DDM 59°31.015'N 17°55.168'E
WGS84 decimal (lat, lon) 59.51691, 17.919474
RT90 (nord, öst) 6601523, 1619683
SWEREF99 TM (nord, öst) 6601240, 665175

## Kända friidrottare från Väsby IK Friidrott
- Staffan Strand
- Petra Eklund
- Tommy Sarenbrant
- Lasse Ohtamaa
- Michael Hoffer
- Göran Lundgren
- Lasse Ericsson
- Eva Ernström
- Sophia Sundberg